# Чемпіонат Швеції з футболу 1913—1914
Svenska Mästerskapet 1914 — чемпіонат Швеції з футболу. Проводився за кубковою системою. У чемпіонаті брало участь 28 клубів.
Чемпіоном Швеції став клуб АІК Стокгольм.

## Півфінал
4 жовтня 1914 АІК Стокгольм — ІФК Стокгольм 1:0
18 жовтня 1914 Гельсінгборгс ІФ — ІФК Уппсала 1:0

## Фінал
1 листопада 1914 АІК Стокгольм — Гельсінгборгс ІФ 7:2
————————————————————————————————————————————————————————
Svenska Serien 1913/14 — змагання з футболу у форматі вищого дивізіону. У турнірі брали участь 6 клубів.

## Підсумкова таблиця
|   | Команда                   | І  | В | Н | П | М       | О  |
| - | ------------------------- | -- | - | - | - | ------- | -- |
| 1 | ІФК Гетеборг              | 10 | 8 | 1 | 1 | 37 : 11 | 17 |
| 2 | «Ергрюте» ІС (Гетеборг)   | 10 | 7 | 1 | 2 | 23 : 9  | 15 |
| 3 | «Юргорден» ІФ (Стокгольм) | 10 | 3 | 4 | 3 | 16 : 17 | 10 |
| 4 | AIK Стокгольм             | 10 | 4 | 1 | 5 | 17 : 27 | 9  |
| 5 | ІФК Норрчепінг            | 10 | 2 | 1 | 7 | 19 : 34 | 5  |
| 6 | ІФК Уппсала               | 10 | 1 | 2 | 7 | 14 : 28 | 4  |